# Filtració de Hacking Team de 2015
La filtració de Hacking Team de 2015 refereix a la revelació de correus electrònics i documents interns del 5 de juliol de 2015 que relaciona a diferents governs del món amb l'empresa italiana de programari d'espionatge Hacking Team. La filtració va evidenciar que la companyia estava venent programari de vigilància a governs repressors com Bahrein, Uzbekistan, Etiòpia o Sudan, a pesar que aquest últim té un embargament per a l'adquisició d'armaments per part de les Nacions Unides per la seva persecució a activistes, periodistes i opositors polítics. També xisteixen restriccions similars per als altres països.
La filtració de documents interns també va mostrar que 35 nacions havien adquirit programari de vigilància, la qual cosa va deslligar una discussió global sobre l'ús legal d'aquestes eines. Els països llistats com a compradors van ser Egipte, Etiòpia, Marroc, Nigèria, Sudan, Xile, Colòmbia, Equador, Hondures, Mèxic, Panamà, Estats Units, l'Azerbaidjan, el Kazakhstan, Malàisia, Mongòlia, Singapur, Corea del Sud, Tailàndia, Uzbekistan, Vietnam, Austràlia, Xipre, República Txeca, Alemanya, Hongria, Polònia, Itàlia, Luxemburg, Espanya, Rússia, Suïssa, Bahrein, Oman, Aràbia Saudita i Unió dels Emirats Àrabs. Els correus electrònics també van vincular als governs de l'Argentina, Perú, Paraguai i Uruguai com a potencials compradors.
La filtració va ser executada per un hacker que utilitza els pseudònims de "Phineas Fisher" i "Hack Back".